# Bernard Ruiz-Picasso
Pour les articles homonymes, voir Ruiz et Picasso (homonymie).
Bernard Ruiz-Picasso, né le 3 septembre 1959, est un homme d'affaires français. Connu comme le petit-fils du peintre Pablo Picasso, il est collectionneur et organisateur d'importantes expositions internationales consacrées à Picasso.

## Biographie
Bernard Ruiz-Picasso est le fils de Paul Ruiz-Picasso premier enfant de Pablo Picasso et de sa femme légitime Olga Khokhlova. Il représente donc, avec sa demi-sœur Marina Picasso (son demi-frère, Pablito Picasso, s'est donné la mort en 1973) , le seul « héritier légitime » des œuvres de son grand-père au sens légal d'avant les lois de 2002. À ce titre il est considéré comme la personne privée ayant la plus importante collection des œuvres de Picasso. Il a pour la première fois organisé une exposition présentant soixante-dix toiles de ses collections en 2000 au Kunstforum de Vienne en Autriche.

### Vie privée
Bernard Ruiz-Picasso a épousé la galeriste Almine Rech, avec qui il a créé en 2002 la Fundación Almine y Bernard Ruiz-Picasso para el Arte qui soutient l'art contemporain.
Il vit à Monaco. Avec sa femme, il a développé une collection d’art contemporain contenant des pièces prestigieuses d’artistes.

## Fundación Almine y Bernard Ruiz-Picasso para el Arte
La Fundación Almine y Bernard Ruiz-Picasso para el Arte (FABA) est une fondation de droit espagnol créée en 2002, est constituée par un fonds d’œuvres de Pablo Picasso et d’artistes contemporains. Bernard Ruiz-Picasso est co-président de la FABA.
La FABA conserve une collection d’œuvres de Picasso mais aussi d’artistes de la scène contemporaine. La fondation soutient la création à travers les expositions, et favorise la connaissance et l’étude des œuvres de Picasso.

## Musée Picasso de Malaga

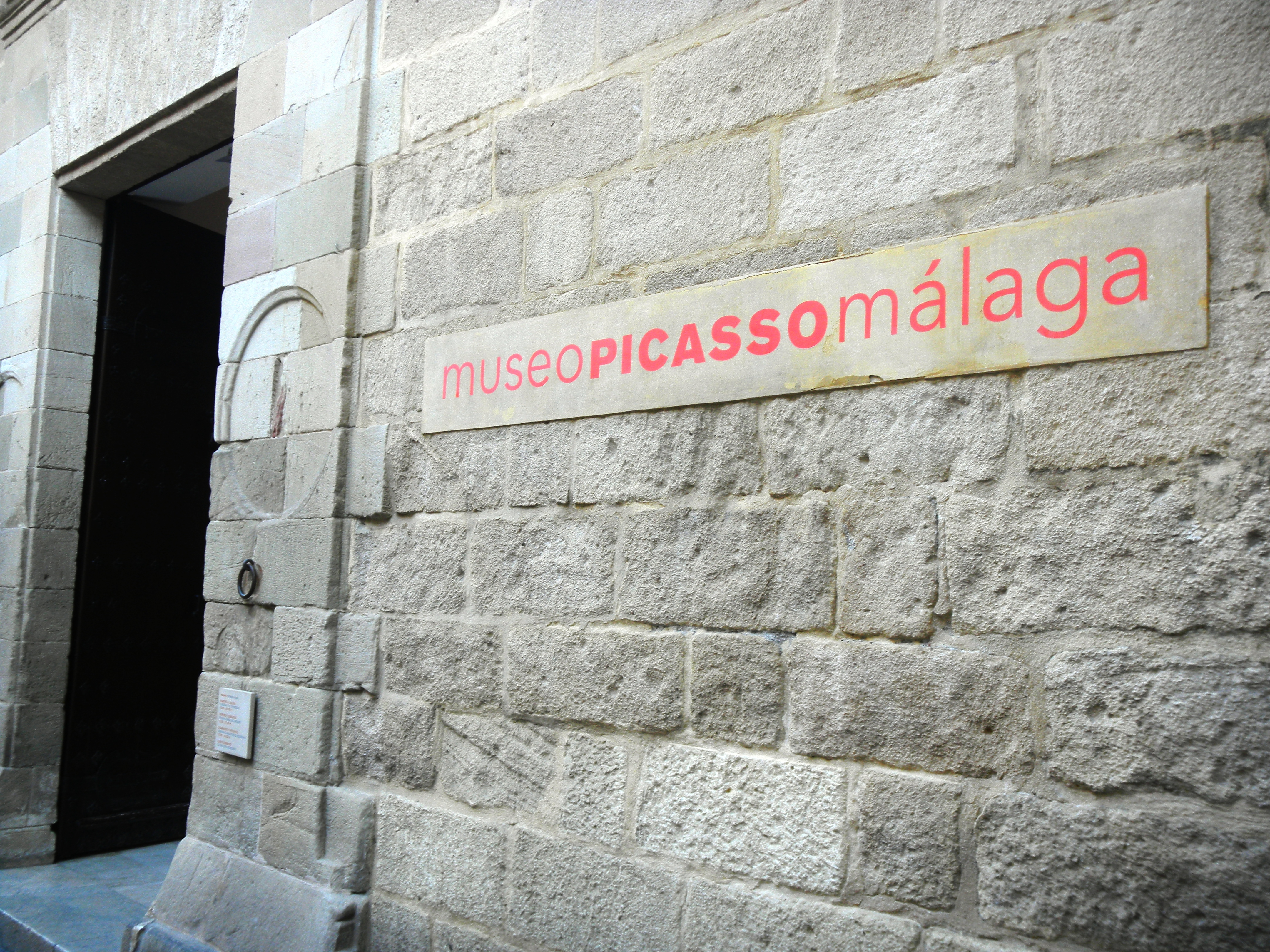
Entrée du musée Picasso de Malaga.

Bernard Ruiz-Picasso est à l’origine avec sa mère Christine Ruiz-Picasso de la création du musée Picasso de Malaga en Espagne qui ouvre en 2003. À cette occasion, Bernard Ruiz-Picasso avait offert 180 œuvres pour constituer le fonds du musée. Il prête régulièrement d'autres œuvres de sa collection au musée Picasso de Malaga,.
Le musée Picasso de Málaga est régi par la Fundación Museo Picasso Málaga. L'héritage de Paul, Christine et Bernard Ruiz-Picasso, est une entité qui a le contrôle total de la collection et des fonds du musée et qui possède le Palacio de Buenavista, siège de l'institution. La Fundación Museo Picasso Málaga vise à assurer la préservation, l'exposition, l'étude et la diffusion de l'œuvre de Pablo Picasso.

## Expositions organisées
Dans les années 2000, Bernard Ruiz-Picasso organise une exposition avec le Kunstforum de Vienne et la Kunsthalle de Tübingen, en Allemagne, qui accueillera l'exposition en janvier 2002. Il est exposé pour la première fois une partie importante de sa collection : 70 toiles peintes entre 1899 et 1972, accompagnées d'une trentaine de dessins datant de l'époque cubiste.
En 2017, Bernard Ruiz-Picasso est cocommissaire d'une exposition consacrée à Olga, la première épouse de Picasso, au musée Picasso de Paris. La même année, il prête 166 œuvres au musée Picasso de Malaga, pour une exposition temporaire de trois ans, intitulée « Pablo Picasso, nouvelle collection ».
Plusieurs expositions sont organisées en partenariat avec la Fundación Almine y Bernard Ruiz-Picasso para el Arte : en 2019 l'exposition « Calder-Picasso » au Musée Picasso à Paris, en 2020 l'exposition « Les Musiques de Picasso » à la Cité de la Musique à Paris.

## Commissaire d'exposition
- Cerámicas de Picasso, musée Picasso de Málaga, Málaga, 2004
- Picasso Antología 1895-1971, Musée Picasso de Málaga, Málaga, 2004
- Calder - Picasso, galerie Almine Rech, New York, 2016
- Olga Picasso 1917-1935, Musée national Picasso, Paris, 2017
- Minotaurs and Matadors, galerie Gagosian, Londres, 2017
- Picasso et Khokhlova, Musée des Beaux-Arts Pouchkine, Moscou, 2018
- Calder et Picasso, Musée national Picasso, Paris, 2019

## Ouvrages
- Parfum de sable, recueil de poèmes illustrés par Xavier Vilató, éditions de la Fenêtre, 1995
- Miquel Barceló : Farrutx 29.III.94, en collaboration avec Miquel Barceló, éditions Images Modernes, Paris, 1999  (ISBN 2-913355-02-1)

## Distinctions
- Grand-Croix de l'Ordre d'Alphonse X le Sage (2003)[réf. nécessaire]